# Kališovec
Kališovec este o localitate din comuna Krško, Slovenia, cu o populație de 43 de locuitori.